# Пенсільвансько-німецький діалект

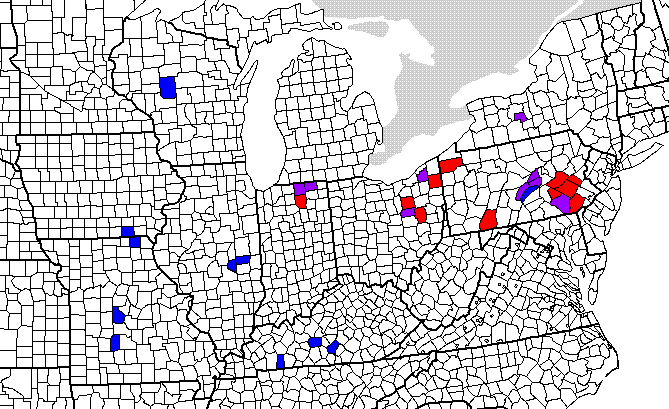
Синім: округи з найвищою часткою носіїв П.н.д.;
Червоним: округи з найбільшою кількістю носіїв П.н.д.;
Пурпуровий: округи із високою часткою і високою кількістю носіїв П.н.д.

Пенсільвансько-німецький діалект (говірка) (англ. Pennsylvania Dutch, Pennsylvania German) — традиційна мова американських німців Пенсільванії, один із німецьких діалектів у діаспорі, поширених у невеликих громадах Північної Америки. Загальне число носіїв оцінюються у 250—300 тисяч осіб.
Пенсільвансько-німецький діалект відноситься до пфальцького (рейнсько-пфальцького) діалекту, який входить до рейнськофранкської говірки західнонімецької групи середньонімецьких діалектів верхньонімецького кластеру («мови»).
Пенсільвансько-німецьким діалектом розмовляли нащадки колоністів XVII—XVIII ст. із Західної та Південної Німеччини; зберігається в спілкуванні лише в сільських громадах амішів та менонітів.